# Moncalieri
Moncalieri (piemontesisch Moncalé, lateinisch Mons Calerius oder Mons Calerii) ist eine Gemeinde in der italienischen Metropolitanstadt Turin (TO), Region Piemont.

## Lage und Einwohner
Moncalieri liegt knapp 10 km vom Stadtzentrum Turin entfernt, direkt am Po, und hat 55.751 Einwohner (Stand 31. Dezember 2023) und ist damit die zweitgrößte Stadt der Provinz. Das Gemeindegebiet umfasst eine Fläche von 47 km². Der höchste Punkt der Gemeinde ist bei 716 Meter und der tiefste 220 Meter über Meer. Mit der Autostrada A55 hat Moncalieri eine eigene Zufahrt an das italienische Autobahnnetz. Zur Gemeinde zählen auch die Dörfer Barauda, Bauducchi, Boccia d'Oro, Borgata Nasi, Borgata Palera, Borgata Santa Maria, Borgo Aje, Borgo Mercato, Borgo Navile, Borgo San Pietro, Borgo Vittoria, La Gorra, La Rotta, Moriondo, Regione Carpice, Revigliasco, Rossi, San Bartolomeo, Sanda-Vadò, Tagliaferro, Testona, Tetti Piatti, Tetti Rolle und Tetti Sapini.
In Moncalieri hatte das renommierte Karosseriebauunternehmen Maggiora ihren Sitz.
Die Nachbargemeinden sind Turin, Pecetto Torinese, Nichelino, Cambiano, Trofarello, Vinovo, La Loggia, Villastellone und Carignano.

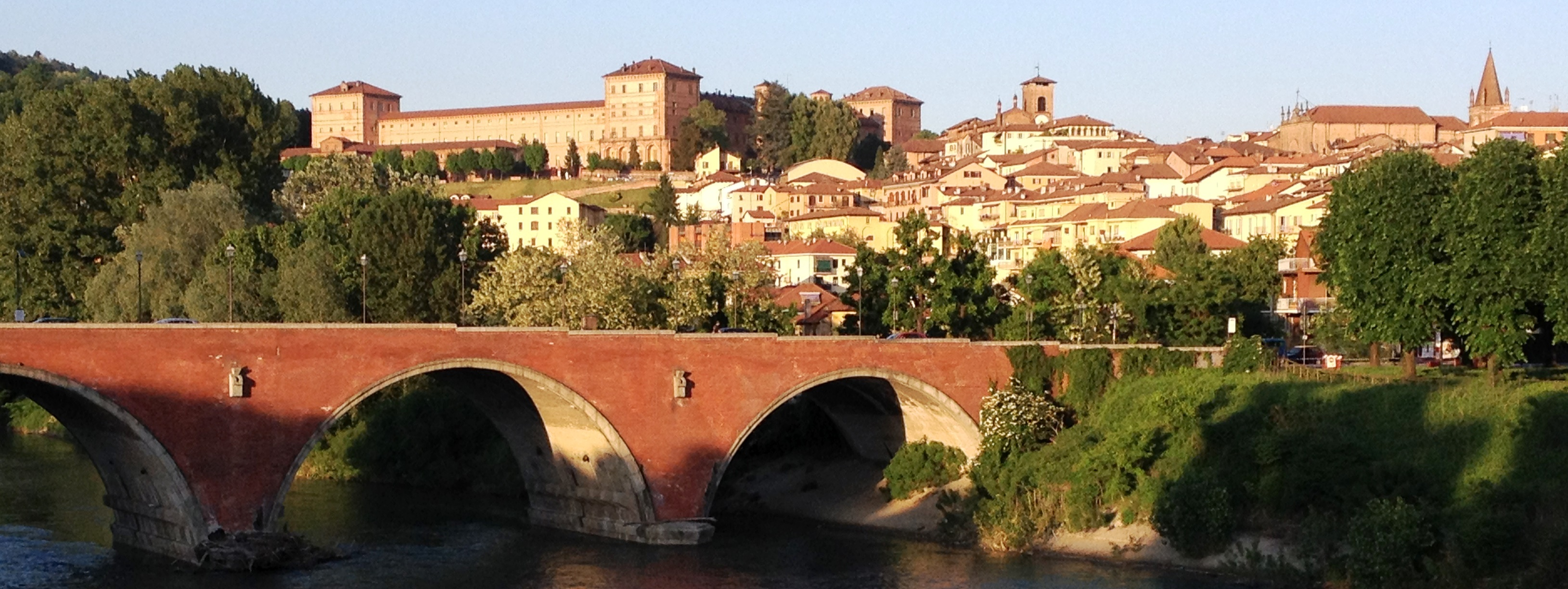
Panorama

## Städtepartnerschaften

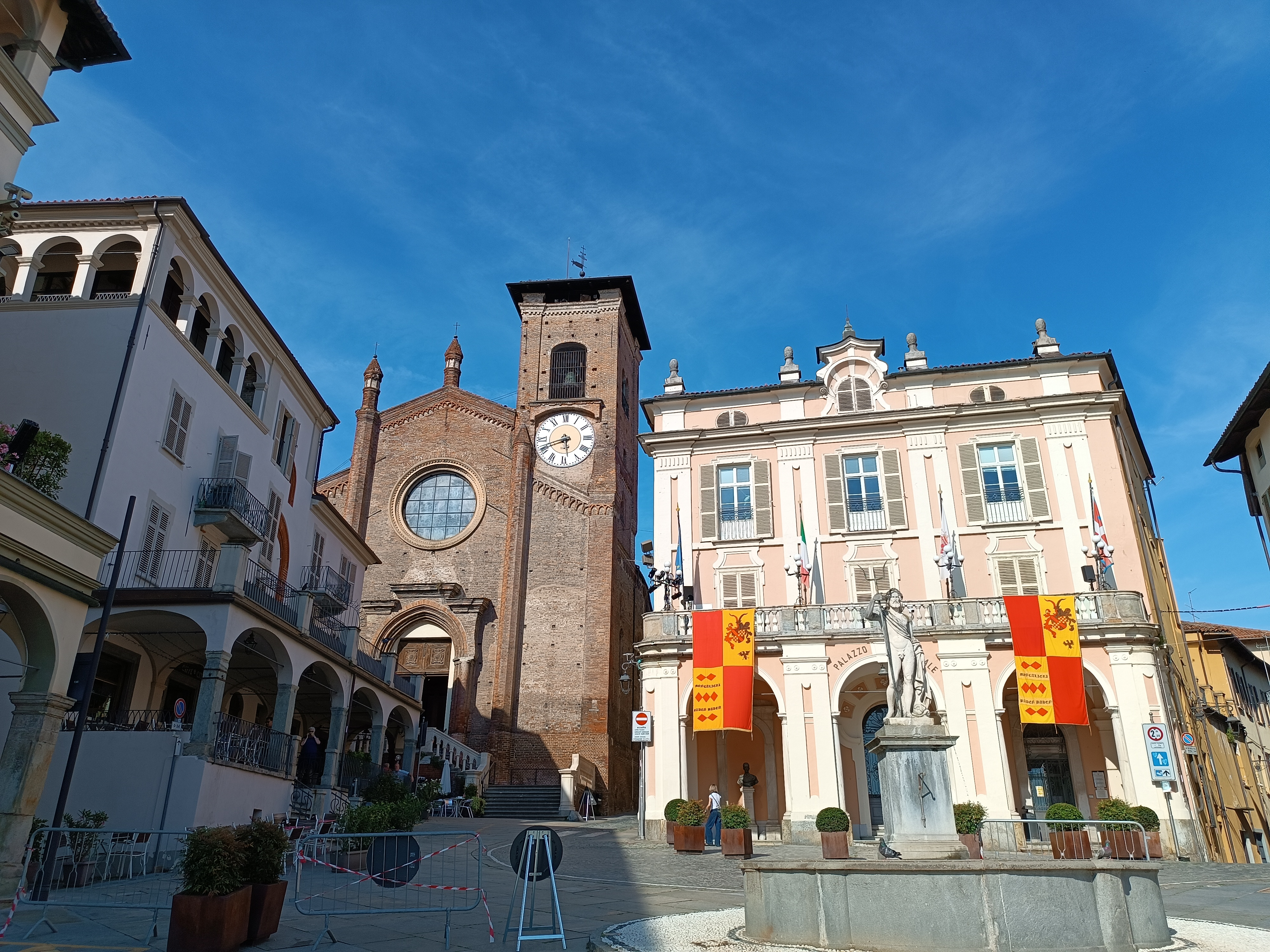
Piazza Vittorio Emanuele II

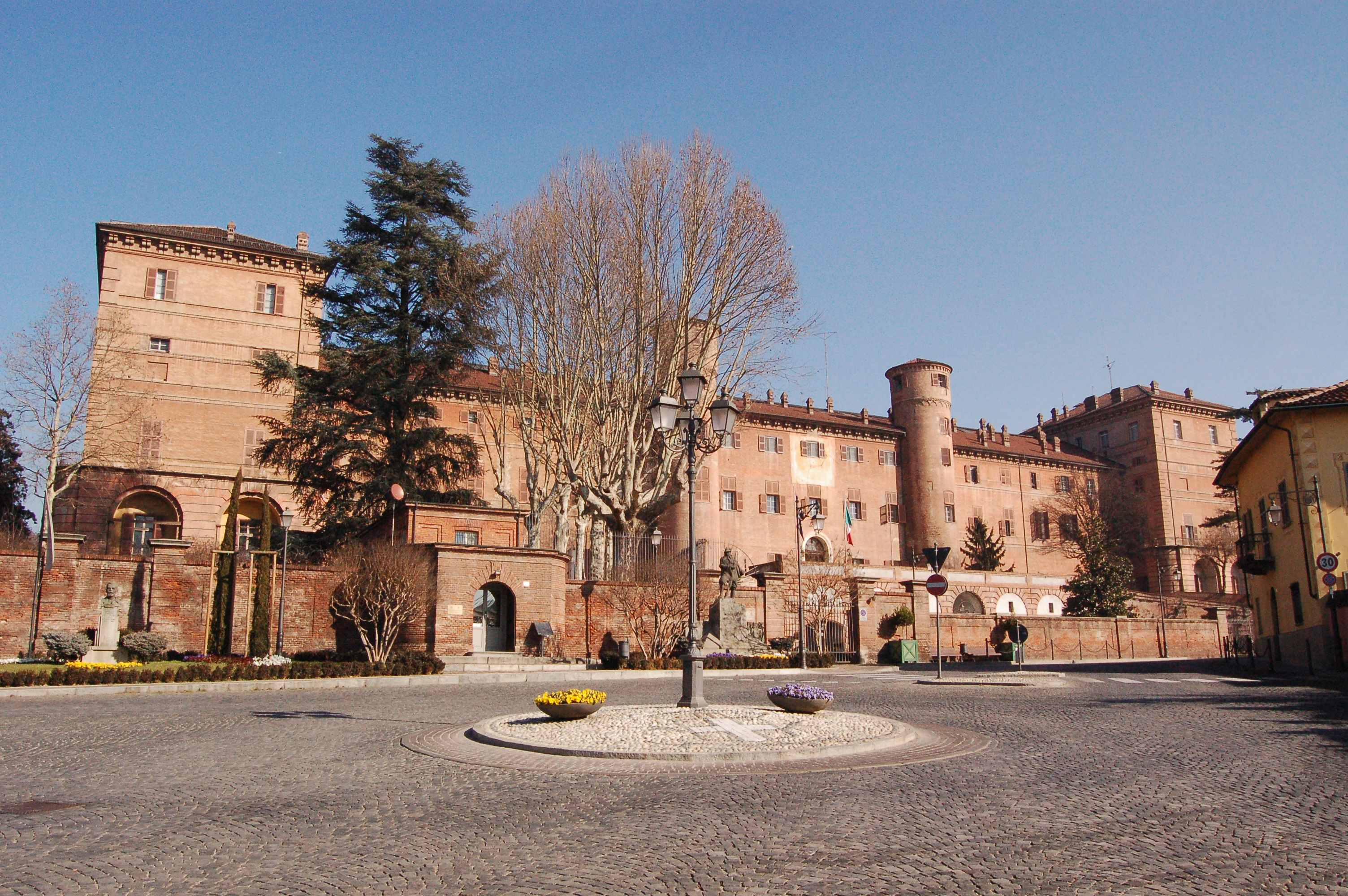
Castello

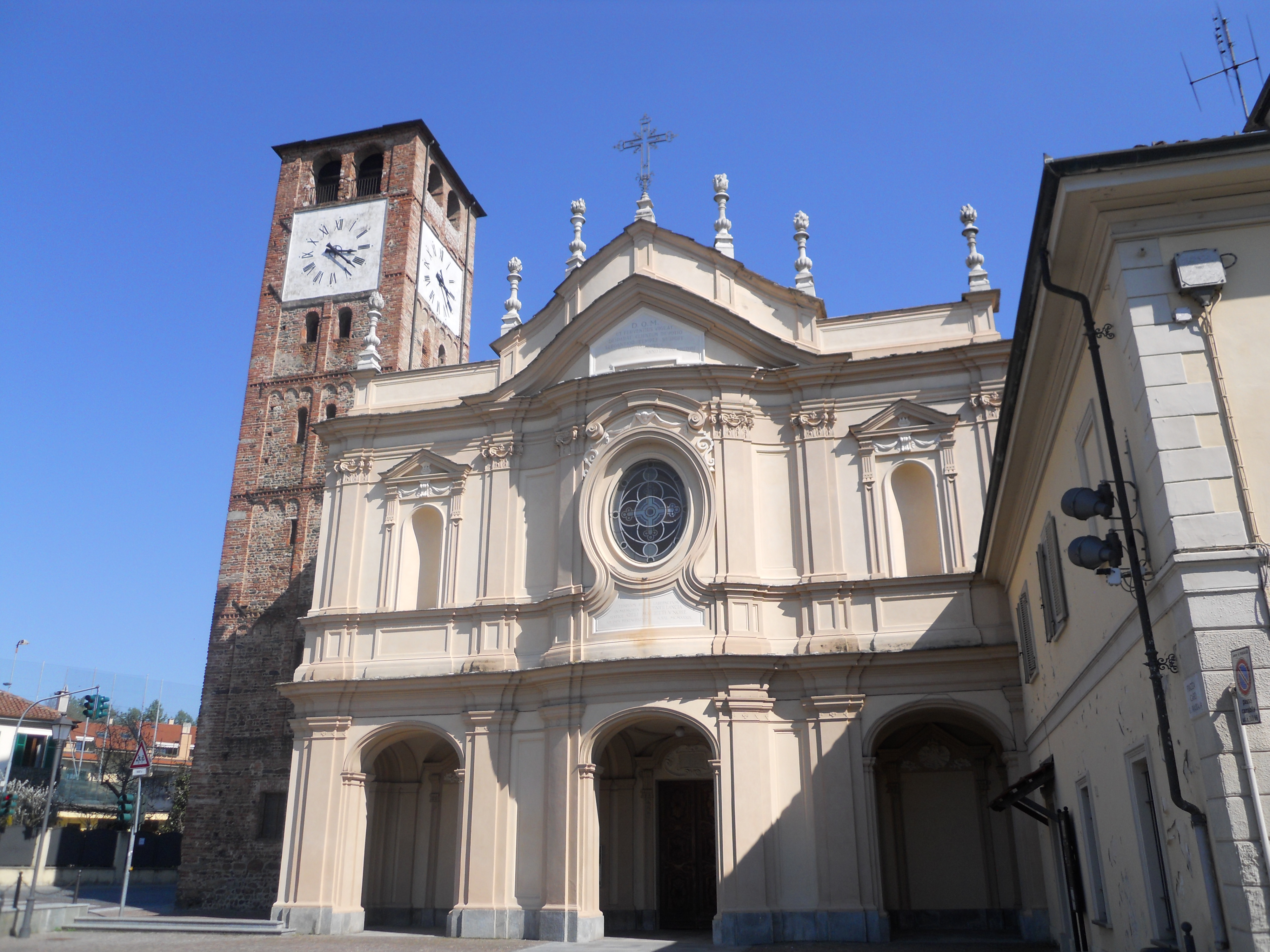
Kirche Santa Maria a Testona

- Argiroupoli, seit 1989
- Baden-Baden, seit 1990

## Bernhard der Zweite von Baden
Der am 15. Juli 1458 in Moncalieri an der Pest gestorbene Markgraf Bernhard II. von Baden wurde in der Marienkirche der Stadt beigesetzt. Das Grabmal war und ist Ziel von Wallfahrten. Bernhard wurde 1769 seliggesprochen. 2011 wurde ein Heiligsprechungsverfahren durch den Erzbischof von Freiburg Robert Zollitsch eröffnet.

## Observatorium
Im ehemaligen Barnabitenkolleg Real Collegio Carlo Alberto di Moncalieri richtete 1859 der dortige Lehrer, Meteorologe und Astronom, Pater Francesco Denza, ein meteorologisches Observatorium ein. In den folgenden Jahren organisierte er von Moncalieri aus ein landesweites Wetterbeobachtungsnetzwerk, aus dem die Società Meteorologica Italiana hervorging. Die Wetterwarte im Collegio Carlo Alberto besteht noch immer. Dort hat auch die Italienische Meteorologische Gesellschaft wieder ihren Sitz.

## Söhne und Töchter der Gemeinde
- Pietro Canonica (1869–1959), Komponist und Bildhauer
- Rosario Scalero (1870–1954), Violinist, Musikpädagoge und Komponist
- Umberto Malvano (1884–1971), Fußballspieler, -schiedsrichter und -funktionär sowie Ingenieur
- Giovanni Balla (1901–1983), Radrennfahrer
- Rinaldo Sattanino (1926–1945), Widerstandskämpfer
- Giuliana Calandra (1936–2018), Schauspielerin
- Sergio Chiamparino (* 1948), Politiker (PD)
- Mauro Rivella (* 1963), Sekretär der Güterverwaltung des Heiligen Stuhls
- Mauro Mantovani (* 1966), Ordensgeistlicher, Professor für Philosophie und Rektor der Salesianeruniversität
- Emanuele Canonica (* 1971), Profigolfer
- Roberto Molinaro (* 1972), DJ
- Gabry Ponte (* 1973), DJ und Musikproduzent
- Luca Argentero (* 1978), Schauspieler
- Alessia Ventura (* 1980), Fernsehmoderatorin, Model, Schauspielerin und Fernsehpersönlichkeit
- Alessio Boggiatto (* 1981), Schwimmer
- Chiara Appendino (* 1984), Politikerin (M5S)
- Enrico Peruffo (* 1985), Straßenradrennfahrer
- Cristina Chiabotto (* 1986), TV-Moderatorin
- Mattia Casse (* 1990), Skirennläufer
- Andrea Cassinelli (* 1993), Shorttracker
- Luca Frigo (* 1993), Eishockeyspieler
- Rossella Ratto (* 1993), Radrennfahrerin
- Benedetta Faravelli (* 1998), Ruderin
- Simone Avondetto (* 2000), Cross-Country-Mountainbiker
- Lorenzo Lucca (* 2000), Fußballspieler